# Парозубчик глибоковиїмчастий
Парозубчик глибоковиїмчастий (Didymodon sinuosus) — вид мохів порядку потіальних (Pottiales).

## Поширення
Батьківщиною є Європа.